# Република Тексас
Република Тексас била је суверена држава у Сјеверној Америци која је постојала од 2. марта 1836. до 19. фебруара 1846, иако је Мексико током читавог свог постојања сматрао побуњеном провинцијом. Граничила се са Мексиком на западу и југозападу, Мексичким заливом југоистоку, Луизијаном и Аркансасом на истоку и сјевероистоку, и територијама Сједињених Држава које су обухватале дијелове садашњих америчких држава Оклахома, Кансас, Колорадо, Вајоминг, и Нови Мексико на сјеверу и западу. The citizens of the republic were known as Texians.
Регион мексичке државе Coahuila y Tejas, који се данас често назива Мексички Тексас, прогласио је независност од Мексика током Тексашке револуције 1835–1836, када је Централистичка Република Мексико укинула аутономуију државама из Мексичке федералне републике. Главне борбе у рату за независност у Тексасу завршиле су се 21. априла 1836, али је Мексички конгрес одбио да призна независност Републике Тексас, пошто је споразум под присилом као тексашки затвореник потписао мексички предсједник Генерал Антонио Лопез де Санта Ана. Било је повремених сукоба између Мексика и Тексаса 1840-их. Сједињене Државе су признале Републику Тексас у марту 1837, али су одбиле да анектирају територију.
Границе за које је Република полагала право заснивале су се на уговориму у Веласку између новостворене републике Тексас и генерала Санта Ане, који је заробљен у борби. Источна граница била је дефинисана Адамс-Онис-овим споразумом из 1819. године између Сједињених Држава и Шпаније, који је реку Сабине признао као источну границу шпанског Тексаса и западну границу територије Мисури. Према споразуму Адамс-Онис из 1819. године, прије независности Мексика 1821. године, Сједињене Државе су се одрекле права на шпанску земљу источно од Стјеновитих планина и сјеверно од Рио Грандеа, за коју су тврдиле да су је стекле као дио Куповином Луизијане 1803.
Јужна и западна граница Гранд Прерију републике са Мексиком била је спорна током цијелог постојања Републике, пошто је Мексико оспоравао независност Тексаса. Тексас је тврдио да је Рио Гранде његова јужна граница, док је Мексико инсистирао да је граница река Нуецес. У пракси, већи дио спорне територије заузимали су Команчи и били су ван контроле било које државе, али тексашки захтјеви обухватали су источне дијелове Новог Мексика, којима је Мексико управљао током овог периода.
Тексас је анектиран од стране Сједињених Држава 29. децембра 1845, и тог дана је примљена у Унију као 28. држава, с тим што се пренос моћи из Републике у нову државу Тексас формално догодио 19. фебруара 1846. Међутим, Сједињене Државе наследиле су јужни и западни гранични спор са Мексиком, који је одбио да призна независност Тексаса или америчке понуде за куповину територије. Сходно томе, анексија је покренула Мексичко-амерички рат (1846–1848).